# جزر الأمراء
جزر الأمراء (بالتركية: Prens Adaları؛ باليونانية: Πριγκηπονήσια، برينغيبونيسيا)، وتُعرف رسميًا باسم "أدالار" وأحيانًا "أرخبيل الأمراء"، هو أرخبيل يقع قبالة سواحل إسطنبول في تركيا، في بحر مرمرة. تشكل هذه الجزر بلدية ومنطقة "أدالار" ضمن محافظة إسطنبول. تبلغ المساحة الإجمالية للجزر 11 كيلومترًا مربعًا (4.2 أميال مربعة)، وهي خامس أصغر منطقة في إسطنبول من حيث المساحة، ومع عدد سكان دائم يبلغ 16,690 نسمة (بحسب إحصاء 2022)، فهي الأقل سكانًا بفارق كبير بين مناطق إسطنبول.
تتكون منطقة أدالار من أربع جزر رئيسية هي: بويوك أدا (Büyükada)، كينالي أدا (Kınalıada)، بورغاز أدا (Burgazada)، وهيبيلي أدا (Heybeliada)، بالإضافة إلى الجزر الصغيرة الأخرى.

## التّسمية
تعود تسمية جزر الأميرات إلى العصور البيزنطيّة حيث كانت تستخدم كمكان لنفي الأمراء الذين كانوا يُعتبرون تهديدًا للعرش. وكان يتم إرسال هؤلاء الأمراء إلى الجزر البعيدة حيث يُنفيهم الحكام لتقليل خطرهم على السّلطة. بعد الفتح العثماني لإسطنبول في عام 1453، استمرّت الجزر في دورها كمكان للمنفى، ولكن هذه المرة لأفراد العائلة المالكة العثمانيّة والأشخاص الذين كانوا يُعتبرون تهديدًا للسّلطة.     

## التاريخ
في العصور الحديثة، بدأت جزر الأميرات تتحوّل إلى وجهة سياحيّة مشهورة. مع نهاية القرن التّاسع عشر، بدأت تظهر على الجزر الفيلّات الفاخرة والقصور التي شيّدها الأغنياء والنّبلاء العثمانيّون. مع مرور الوقت، تطوّرت الجزر وأصبحت تضمّ العديد من المعالم السياحيّة التي تجمع بين التاريخ والجمال الطّبيعي.
على الرّغم من التحوّلات التي شهدتها الجزر، فإن تاريخها كمنفى لأفراد العائلة المالكة ظلّ جزءًا مهمًا من هويّتها. اليوم، تستقبل جزر الأميرات الزواّر من جميع أنحاء العالم.

## الجزر الرئيسيّة
تضمّ جزر الأميرات تسع جزر رئيسية، ولكن هناك أربع جزر تُعدّ الأكثر شهرة بين الزوّار:
1.   بويوك أدا : بويوك أدا هي أكبر جزر الأميرات وأكثرها زيارة. يُعدّ قصر هيركوليس أحد أبرز معالم الجزيرة، إضافة إلى مسجد الحميديّة الذي بني في عهد السّلطان عبد الحميد الثاني.
2. هيبلي أدا : تشتهر بمساحاتها الخضراء الواسعة، وهي واحدة من الجزر الأكثر هدوءًا. تحتوي على معهد البحرية العسكري الذي يُعتبر أحد أبرز المعالم في الجزيرة. إضافة إلى ذلك، تتمتّع الجزيرة بمكتبة تاريخيّة تحتفظ بالكثير من الكتب القديمة.
3. بورغاز أدا : تعتبر جزيرة صغيرة ولكنّها تتمتّع بجو هادئ للغاية.
4. كاينالي أدا : هي أصغر الجزر، وتشتهر بشواطئها الرمليّة والمياه الزرقاء الصافية.

## الأنشطة السياحيّة
- التنقّل بالدرّاجات والعربات الكهربائيّة: بما أن السّيارات محظورة في الجزر، يتم التنقّل عبر وسائل أخرى مثل الدرّاجات الهوائيّة والعربات الكهربائيّة. هذه الوسائل توفّر للزوّار فرصة استكشاف الجزر بشكل مريح وآمن.[2]
- زيارة المعالم التاريخيّة: تتمتّع جزر الأميرات بالعديد من المعالم السياحيّة مثل مسجد الحميديّة في بويوك أدا وكنيسة مريم العذراء في هيبلي أدا. كما يمكن زيارة العديد من الفيلّات القديمة الّتي تم بناؤها في العهد العثماني.[2]
- تذوّق المأكولات التركيّة التقليديّة: توفّر الجزر العديد من المطاعم التي تقدّم المأكولات البحريّة الطّازجة.[2]

## الوصول إلى جزر الأميرات

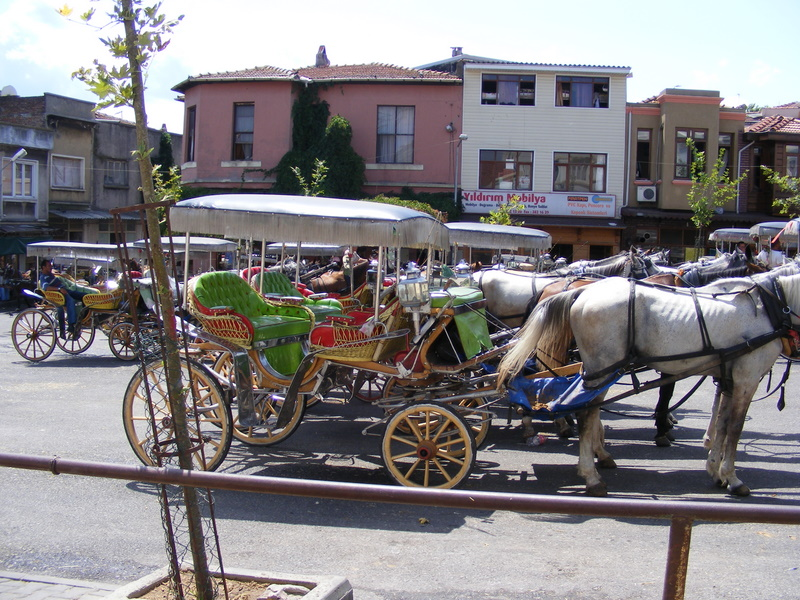
عربات الخيول في بيوك أطه

تعتبر جزر الأميرات سهلة الوصول من إسطنبول عبر خدمات العبّارات المنتظمة التي تنطلق من العديد من محطّات الميناء مثل أمينونو وكاباتاش. الرحلة البحرية تستغرق حوالي ساعة ونصف، وتوفّر للزوّار فرصة للاستمتاع بمناظر بحر مرمرة. 
جزر الأمراء (بالتركية: Prens Adaları)، أو الجزر الحمراء (بالتركية: Kızıl Adalar)، وأحياناً تعرف فقط باسم (Adalar) أو كما يعرفها كثير من العرب جزيرة الأميرات، هي مجموعة من الجزر في بحر مرمرة تابعة لمحافظة إسطنبول، بعض هذه الجزر كبيرٌ نوعاً ما، وبعضها الآخر صغير جداً، لكنها في المجمل جزر صغيرة تبلغ مساحتها الإجمالية 15.85 كم مربع.
رغم أن الجزر تتمتع بمناظر طبيعية جميلة، وهو ما يجعلها مقصداً للسواح، إلاّ أن هناك سبباً إضافياً يجعلها مقصداً لهم وهو أن التنقل فيها يكون بالعربات التي تجرها الخيول، أو بالدرجات الهوائية، أو بالدرجات النارية الصغيرة، ويمنع استعمال السيارت العادية باستثناء بعض السيارات مثل السيارات الحكومية.
يمكن الانتقال إلى الجزر من بعض الموانئ الصغيرة لإسطنبول مثل ميناء كاباتاش، وتتنقل بشكل أساسي عبر الجزر الكبيرة باستخدام خدمة الحافلات البحرية (بالتركية: deniz otobüsleri hatları). في فصل الشتاء، يصبح الانتقال إلى تلك الجزر صعباً، ناهيك عن تعرضها للبرد القارس، مما يخفض عدد سواحها بشكل بارز.
أكبر هذه الجزر هي بيوك أطه التي يمثل الوسط التجاري جزءاً بسيطاً منها، في حين ينقسم معظمها ما بين الغابات الطبيعية، ومساكن الأثرياء.

## قائمة الجزر
| الاسم (أحرف عربية)       | الاسم (أحرف تركية) | معنى الاسم        | المساحة (كم مربع) |
| ------------------------ | ------------------ | ----------------- | ----------------- |
| بيوك أطه                 | Büyükada           | الجزيرة الكبرى    | 5.46              |
| هيبيلي أطه [الإنجليزية]  | Heybeliada         | جزيرة حقيبة السرج | 2.4               |
| بورغاز أطه [الإنجليزية]  | Burgazada          | جزيرة القلعة      | 1.5               |
| كينالي أطه [الإنجليزية]  | Kınalıada          | جزيرة الحناء      | 1.3               |
| صيديف أطاسي [الإنجليزية] | Sedef Adası        | جزيرة أم اللؤلؤ   | 0.157             |
| ياسي أطه [الإنجليزية]    | Yassıada           | الجزيرة المسطحة   | 0.05              |
| سفري أطه [الإنجليزية]    | Sivriada           | الجزيرة الحادة    | 0.05              |
| كاشيك أطاسي [الإنجليزية] | Kaşık Adası        | جزيرة الملعقة     | 0.006             |
| طفشان أطاسي [الإنجليزية] | Tavşan Adası       | جزيرة الأرنب      | 0.0004            |
| المجموع                  |                    |                   | 15.85             |

## سكان بارزون
- يحتفظ العديد من الأتراك بذكريات جميلة عن الجزر باعتبارها موطن الكاتب الشهير للقصة القصيرة صائت فائق أباصياينيك (1906–1954)، وأسطورة كرة القدم ليفيتر كوتشوكاندونياديس  (1925–2012).
- بعد ترحيل ليون تروتسكي من الاتحاد السوفيتي في فبراير 1929، كانت أول إقامة له في المنفى في منزل بجزيرة بويوك أدا، وهي أكبر جزر الأمراء؛ حيث عاش هناك لمدة أربع سنوات بين عامي 1929 و1933.
- الكاتب والشاعر الشهير ناظم حكمت التحق بمدرسة البحرية في هيبلي أدا بين عامي 1913 و1918.
- عاش على الجزر أيضًا كتاب وشعراء أرمن بارزون، من بينهم زهراد (1924–2007) وزابيل سيبيل أسادور (1863–1934)، وكلاهما عاش في كينالي أدا.

- وبحسب موظف القسطنطينية مانويل جيديون، كان للناشر اليوناني العثماني ديميتريوس نيكولايدس (حوالي 1843–1915) منزل في أنتيغوني (جزيرة بورغاز أدا).